# هارفي ماكاي
هارفي ماكاي (بالإنجليزية: Harvey Mackay)‏ هو صحفي وشخصية أعمال أمريكي، ولد في 1932.

## وصلات خارجية
- الموقع الرسمي